# أل بايك
أل بايك (بالإنجليزية: Al Pike)‏ هو موسيقي أمريكي، ولد في 1961.